# Haustellum tricornis
Haustellum tricornis is een in zee levende slakkensoort, die behoort tot de familie Muricidae en het geslacht Haustellum. Er is nog geen Nederlandse naam voor deze soort die in 1960 door Berry is beschreven.

## Voorkomen en verspreiding
Haustellum tricornis een carnivoor die tot 65 mm lang kan worden. Deze soort leeft in ondiep water op zandgronden, detritusbodems en koraalriffen (sublitoraal). Deze soort komt voor aan de kust van Mexico en Panama (Panamese provincie).